# Исмаилов, Этибар Байлар оглы
Этибар Байлар оглы Исмаилов (азерб. Etibar Bəylər oğlu İsmayılov; 29 марта 1964, Агджабеди, Агдамский район, Азербайджанская ССР, СССР — 4 января 1994, Ходжавенд, Ходжавендский район, Азербайджан) — азербайджанский разведчик, Национальный герой Азербайджана.

## Биография
Родился в 1964 году в Агдамском районе АзССР. Здесь же в 1981 году окончил среднюю школу.

### Первая карабахская война
Этибар Исмаилов был профессиональным разведчиком. В связи с началом Карабахской войны записался добровольцем и отправился на фронт.

### Гибель
4 января 1994 года, с целью получения военной информации, Этибар Исмаилов получил приказ перейти в тыл врага. При выполнении задания он вместе со своим отрядом попал в засаду и окружение противника. Этибар Исмаилов, чтобы спасти жизни своим товарищам, жертвуя собой, бросился с последней гранатой под танк противника.

## Память
Указом Президента Азербайджанской Республики № 86 от 5 января 1994 года Исмаилову Этибару Байлар оглы было присвоено почетное звание «Национальный герой Азербайджана» (посмертно).